# 欧内斯特·罗尼
欧内斯特·罗尼（英語：Ernest Roney，1900年6月8日—1975年3月23日），英国男子帆船运动员。他曾代表英国参加1924年和1928年夏季奥林匹克运动会帆船比赛，其中1924年奥运会获得一枚银牌。